# Silniční dopravní nehoda

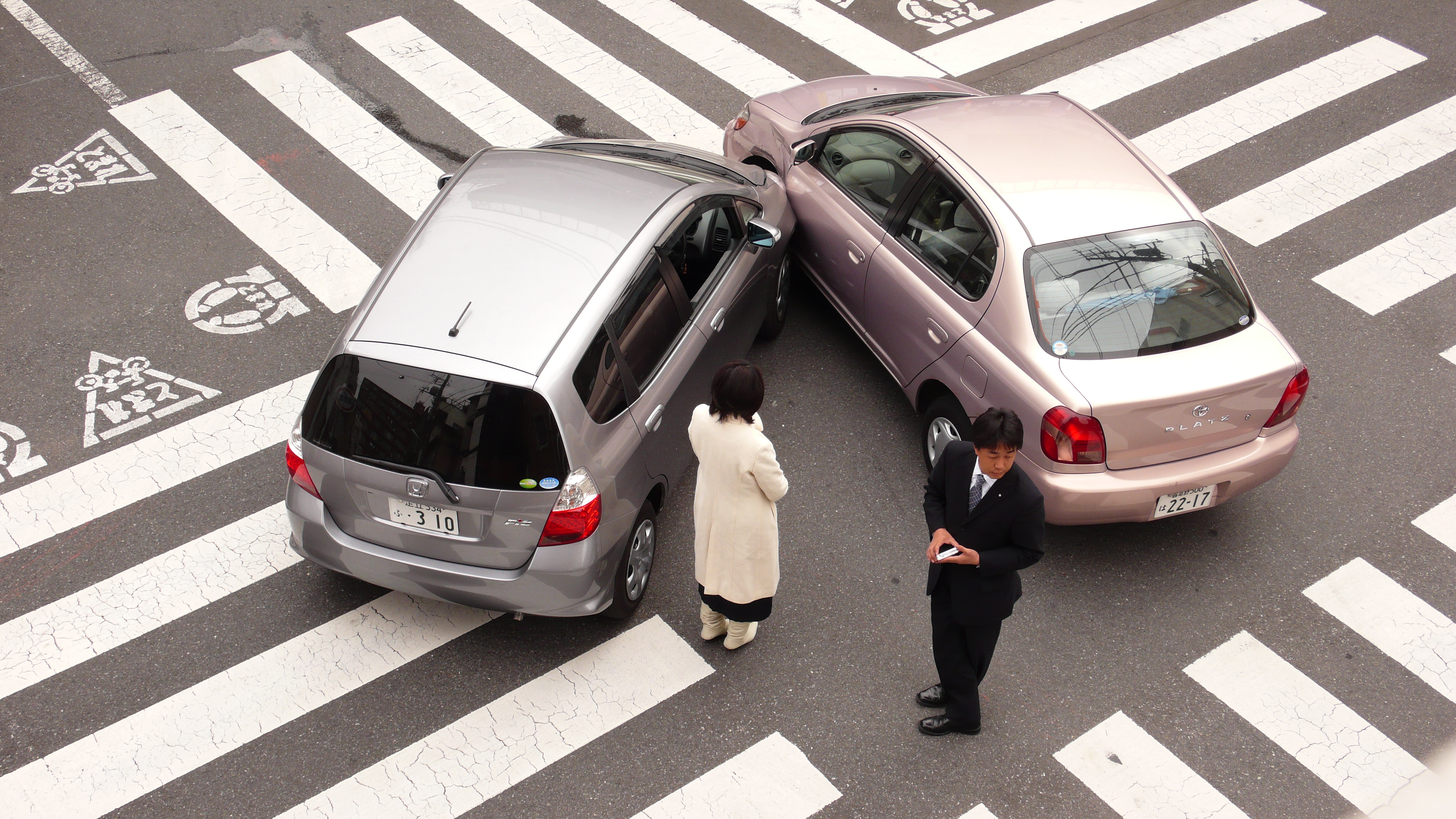
Dopravní nehoda v Tokiu

Dopravní nehoda na pozemní komunikaci (například autonehoda) je událost, při níž dojde k usmrcení nebo zranění osoby či ke škodě na majetku v přímé souvislosti s provozem vozidla v pohybu. Účastníci nehody, případně osoby podílející se na záchranných pracích v případě nehody mají zabránit vzniku dalších škod, zajistit první pomoc a splnit povinnosti směřující k řádnému vyšetření nehody. V některých typech případů jsou účastníci povinni přivolat k nehodě policii.

## Historie
První nehoda v historii se udála 17. srpna 1896 v Londýně. Automobil Roger-Benz, který řídil rychlostí asi šest a půl km/h Arthur Edsall, který nevlastnil žádnou licenci, začal zničehonic kličkovat, neví se, zda šlo o technickou závadu, či chybu nezkušeného řidiče. Ten použil zvonec a před nárazem prý vykřikl „Ustupte!“. Bridget Driscollová, která nepochopitelně  vstoupila vozu do cesty a na obranu ještě zdvihla deštník, utrpěla vážné zranění hlavy a na místě zemřela.
1. května 1900 se v Rychalticích stala první smrtelná automobilová dopravní nehoda ve střední Evropě. Automobil NW Präsident se převrhl v zatáčce po příkrém klesání u domu č. 53 (49°38'57"N, 18°12'57"E) a zavalil pasažéry vozu. Automobil řídil Leopold Sviták, konstruktér prvního, sériově vyráběného automobilu na území Česka, resp. tehdejšího Rakouska-Uherska. Dále v něm seděl druhý konstruktér Jan Kuchař, zámečník Viktor Bayer a kreslič Romuald Brauner. Kuchař narazil hlavou do patníku a na místě zemřel, Svitákovi museli lékaři amputovat nohu, Bayer utrpěl těžká zranění, pouze Brauner vyvázl bez zranění.
Ve 21. století v USA roste počet úmrtí chodců při dopravních nehodách díky rostoucí velikosti aut.

## Prevence
V rámci prevence dopravních nehod je možno působit na všech polích:
- dopravní výchovou dětí i dospělých,
- bezpečnými komunikacemi (dobré dopravní značení, zabezpečení přechodů pro chodce, světelné signalizační zařízení atd.)
- bezpečnými vozidly (bezpečnostní pásy, testování odolnosti typu vozidla při nárazové zkoušce atd.)

Vyspělé státy a odborné instituce a organizace sledují vývoj počtu nehod i jejich následky a analyzují jejich průběh a frekvenci i statistické údaje, na základě čehož navrhují bezpečnostní opatření na místech s největší nehodovostí i systémová technická a legislativní opatření.

## Příčiny dopravních nehod
Příčinami dopravních nehod bývá například nepozornost, nepřiměřená rychlost, nedání přednosti v jízdě, jízda pod vlivem alkoholu nebo jiných psychotropních látek, neznalost pravidel provozu, bezohlednost či agresivní chování atd. Příčinou může být také závada vozidla (často v důsledku jeho zanedbaného technického stavu). Nehody jsou také více či méně ovlivněny stavem komunikace a dalšími vlivy okolí, například pádem předmětu (kámen, strom, most), počasím (mlha, déšť, blesk, sníh, náledí) atd. Nehody mohou také způsobit efekt řetězová reakce.
Příčiny závažnějších dopravních nehod vyšetřuje policie, u nejzávažnějších nehod posuzují událost specializovaní znalci za pomoci sofistikovaných simulačních počítačových programů.
Průběh dopravních nehod může být také zaznamenán pomocí kolizního diagramu.

## Následky dopravních nehod
Škody vzniklé následkem nehody se dělí na přímé a nepřímé. Mezi přímé škody patří následná cena zdravotní péče a hmotná škoda vzniklá při nehodě. Mezi nepřímé náklady, které jsou mnohonásobně větší, patří hlavně sociální ztráty. Celkové škody za jednu osobu usmrcenou při nehodě činí průměrně 17,6 milionu Kč, za těžce zraněnou 3,8 milionu Kč a za lehce zraněnou asi 650 tisíc Kč. Celkové škody vzniklé nehodami v České republice činily za rok 2010 asi 50 miliard Kč.

## Nehodovost v Česku
V devadesátých letech 20. století dosahovaly počty mrtvých při dopravních nehodách na pozemních komunikacích v Česku mimořádně vysokých hodnot a každoročně přesahovaly 1300 obětí. V roce 2000 na českých silnicích zemřelo 1486 lidí. Počet těchto úmrtí nicméně v období let 2003–2013 významně poklesl a přiblížil se průměru Evropské unie, který v současnosti (2018) činí 490 úmrtí ročně. V roce 2017 bylo zaznamenáno 502 obětí a i v dalších letech před rokem 2018 se tento počet pohyboval stabilně v rozmezí 500–600 úmrtí, tedy lehce nad unijním průměrem.

## Nehody v českém právu

### Definice

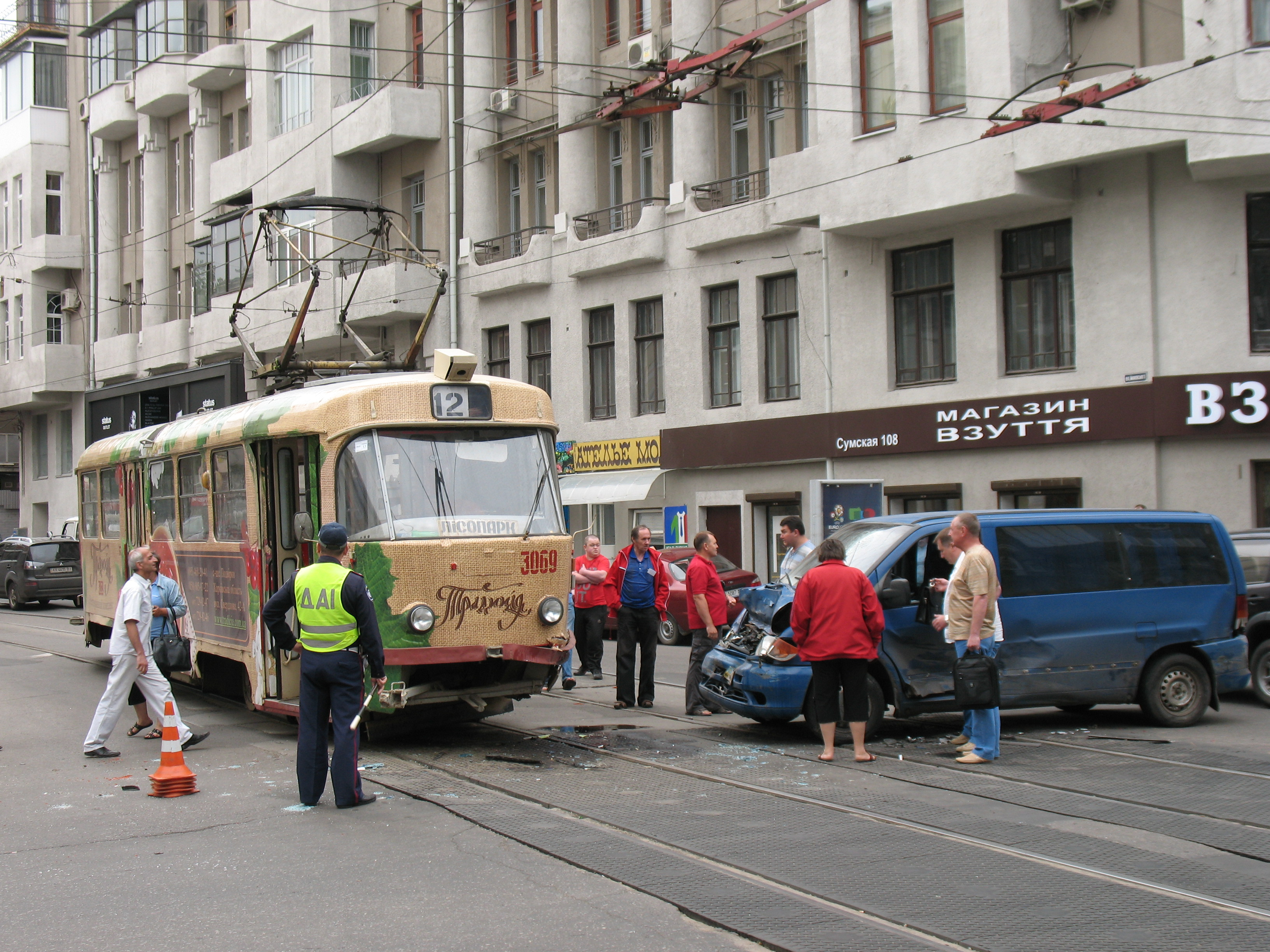

Dopravní nehodu ve vztahu k provozu na pozemních komunikacích definuje ustanovení § 47 odst. 1 zákona č. 361/2000 Sb., zákon o silničním provozu, takto:
„Dopravní nehoda je událost v provozu na pozemních komunikacích, například havárie nebo srážka, která se stala nebo byla započata na pozemní komunikaci a při níž dojde k usmrcení nebo zranění osoby nebo ke škodě na majetku v přímé souvislosti s provozem vozidla v pohybu.“
Pozemní komunikací je i účelová komunikace, například u čerpací stanice. Účelové komunikace však nejsou přesně definované ani evidované a proto může být působnost zákona sporná. Dopravní nehodou není srážka, při které nedojde ke hmotné škodě ani ke zranění.
Definující podmínkou je účast vozidla v pohybu. Za vozidlo se nepovažuje například jezdec na zvířeti, osoba vedoucí nebo ženoucí zvířata, chodec nebo útvar chodců, lyžař nebo jezdec na kolečkových bruslích nebo skateboardu. Za chodce jsou považovány i osoby s úzkým ručním vozíkem nebo s dětským kočárkem, osoby na vozíku pro invalidy nebo pěšky vedoucí jízdní kolo nebo motocykl. Vozidlem je i jízdní kolo nebo koloběžka, potahové vozidlo, ruční vozík od šířky 60 cm, tramvaj, pojízdný pracovní stroj, sněžná rolba nebo sněžný skútr. Dopravní nehodou je tedy například pád cyklisty, dojde-li k sebemenšímu zranění nebo hmotné škodě, ale nikoliv například srážka jezdce na koni s chodcem nebo náraz lyžaře do stojícího automobilu. Dopravní nehodou může být i zranění přepravované osoby vlivem jízdy vozidla, avšak dopravní nehodou není zranění při nastupování do stojícího vozidla nebo vystupování z něj.

### Povinnosti
Povinnosti účastníků dopravní nehody stanoví § 47 zákona č. 361/2000 Sb.
Účastníci dopravní nehody jsou povinni neprodleně zastavit vozidlo, zajistit bezpečnost provozu v místě nehody, zabránit vzniku dalších škod (vytékající paliva nebo maziva, odpojení elektroinstalace, označení místa nehody a varování řidičů, opuštění vozovky, hašení požáru), podle potřeby poskytnout první pomoc, přivolat záchrannou službu a umožnit obnovení provozu. Navzájem si jsou povinni prokázat totožnost a údaje o vozidlech.
Za stanovených podmínek platí povinnost ohlásit nehodu Policii České republiky, vyznačit situaci a stopy a případně se zdržet přemisťování vozidel a setrvat na místě do příchodu policisty:
- dojde-li k usmrcení nebo jakémukoliv zranění osoby, nebo
- dojde-li k hmotné škodě převyšující zřejmě 100 000 Kč (před 1. 7. 2006 pouze 20 000 Kč) na některém ze zúčastněných vozidel včetně nákladu nebo na jiných věcech, nebo
- nedohodnou-li se účastníci dopravní nehody na míře účasti na způsobení škody, nebo
- byla-li jakákoliv hmotná škoda způsobena na majetku třetí osoby (např. vybavení komunikace, firemní, půjčené nebo leasingové auto atd.)